# Nordisk familjebok
Nordisk familjebok — шведська енциклопедія, що витримала чотири видання з 1876 по 1957 роки.  

## Історія
Перше видання у 20 томах побачило світ у 1876 – 1899 роках. Друге видання складалося з 38 томів, воно було видане у 1904 – 1924 роках. Це видання стало найповнішою енциклопедією, виданою шведською мовою.  Серед шведів воно відоме як  uggleupplagan – “совине видання” через те, що на логотипі видання було зображено сову. Третє видання, що складалося з 23 томів, було видане у період з 1923 по 1937 роки, четверте видання складалося з 22 томів, воно було видане у період з 1951 по 1957 роки.   

Логотип першого видання “Nordisk familjebok” (1876 – 1899) з зображенням богині асів Ідунн.
Логотип другого видання “Nordisk familjebok” (1904 – 1924) з зображенням сови.

Строк дії авторських прав на перше й друге видання енциклопедії закінчився й вони перебувають у суспільному надбанні. 2001 року в рамках проєкту "Рунеберг" Лінчепінзького університету з оцифрування книжок, важливих для культури Швеції, було розпочато оцифровування двох перших видань енциклопедії. Було відскановано 45000 сторінок, які було оброблено за допомогою технології оптичного розпізнавання символів. Тепер текст всіх томів першого й другого видань енциклопедії доступний на сайті проєкту "Рунеберг".   

## Зовнішні посилання
- Nordisk familjebok [Архівовано 5 грудня 2017 у Wayback Machine.] – текст першого і другого видань на сайті проєкту “Рунеберг”.